# Історія Королівських військово-повітряних сил Канади

### Період становлення
Канадські королівські військово-повітряні сили ведуть офіційну історію з 1920 року, хоча вона має значно глибше коріння. 23 лютого 1909 року Александер Белл здійснив перший політ літака на території Канади. Він здійнявся в повітря на літаку Silver Dart, побудованого спільними зусиллями американських і канадських інженерів. Метою заходу було привернути увагу Міністерства міліції та оборони Канади і отримати замовлення на свої літаки. В міністерстві зацікавилися новинкою і запропонували провести демонстраційні польоти в таборі Петавава. Польоти розпочалися 2 серпня 1909 року і тривали декілька днів. Але їх результати виявилися невдалими: Silver Dart розбився під час польоту, а Baddeck No.1 отримав сильні пошкодження при посадці. Після цього провалу канадські військові відвернулися від авіації і не проявляли до неї інтересу аж до початку Першої світової війни.

### Перша світова війна
Війна розпочалася 1 серпня 1914 року, як британський домініон, Канада виступила на боці Антанти і 4 серпня оголосила війну Німеччині. На відміну від європейських держав Канада не мала власних військово-повітряних сил, тому міністр оборони Сем Г'юз вирішив створити невеликий авіаційний підрозділ в складі Канадських експедиційних сил. Підрозділ був офіційно створений 16 вересня 1914-го і дістав назву Канадський авіаційний корпус, але на момент утворення він мав у своєму складі тільки двох офіцерів, одного механіка та жодного літака. 1 жовтня авіакорпус отримав перший літак — Dunne D.8, але через вологість англійського клімату, де розмістився САС, він був виведений із ладу так і не взявши участі в бойових діях. В кінцевому рахунку корпус не зміг стати повноцінним бойовим підрозділом і був розформований 7 травня 1915 року.
Хоча спроба сформувати канадський авіаційний підрозділ виявилася невдалою, ти не менш, понад 20000 канадських добровольців в роки війни пройшли службу в британських авіаційних частинах. Серед них такі відомі відомі аси як Вільям Джордж Баркер, який збив 33 літаки противника, Біллі Бішоп (27 збитих) та Артур Рой Браун (10 збитих). В 1917 році на території Канади була створений тренувальна база, яка займалася вербуванням і підготовкою пілотів для британської авіації. За два роки вона підготувала 3135 пілотів та 137 повітряних спостерігачів, 2624 із них взяли участь у військових діях на території Європи.

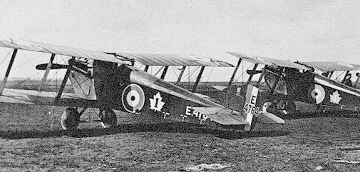
Sopwith Dolphins з 1-ї винищувальної ескадрильї ВПС Канади на території Англії в грудні 1918 року

В 1915 році британське командування запропонувало Канаді створити окремий канадський авіаційний підрозділ в складі Королівського авіаційного корпусу, але аж до весни 1918-го уряд країни ігнорував цю пропозицію. І тільки 5 вересня 1918 року, після тривалих переговорів, канадці погодилися на створення такого підрозділу. Він дістав назву Військово-повітряні сили Канади і мав складатися із двох ескадрилей: винищувальної та бомбардувальної. Командиром CAF був призначений підполковник Біллі Бішоп, знаменитий британський ас канадського походження, який за свої заслуги був відзначений найвищою нагородою Великої Британії — Хрестом Вікторії. Першу (винищувальну) ескадрилью вдалося сформувати тільки 20 листопада, вже через 9 днів після закінчення війни. Більше року канадські ескадрильї продовжували залишилися на території Британії. Існували плани, що вони стануть ядром повноцінних канадських військово-повітряних сил, але 30 травня 1919-го Канада офіційно відмовився від створення нового роду військ. Британці, в свою чергу, не хотіли витрачати гроші на їх утримання, тому в період з 29 січня по 5 лютого 1920 року обидві ескадрильї були розформовані.

### Міжвоєнні роки

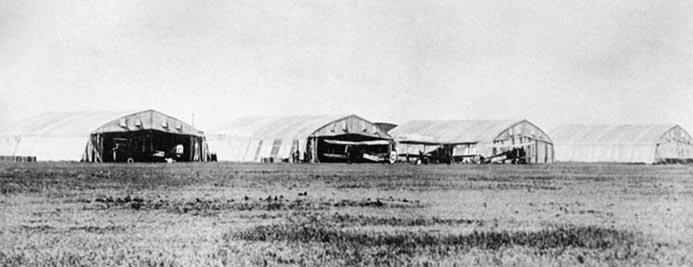
Літаки DH4 ВПС Канади на повітряній станції High River, провінція Альберта, 1922 р. Вони займалися, переважно, патрулюванням лісового господарства та аерофотозйомкою.

Хоча після закінчення війни канадські авіаційні підрозділи було розформовано, за якийсь час необхідність мати військову авіацію стала очевидною. Тому 17 травня 1920 року були створені Військово-повітряні сили Канади, які підпорядковувалися Авіаційній службі. Їх чисельність була невеликою, станом на червень 1920-го в CAF служили 1320 офіцерів та 3905 військовослужбовців нижчих чинів. Допомогу у формуванні військово-повітряних сил надали Британія, яка передала їм понад 100 літаків та США, які поставили декілька гідропланів та взяли участь у створенні бази для морської авіації. ВПС виконували переважно цивільні, а не бойові завдання: їх літаки здійснювали аерофотозйомку, патрулювали лісове господарство, перевозили пошту та боролися з контрабандою.
В 1923 році Авіаційну службу ліквідували, а військово-повітряні сили стали підпорядковуватися створеному в тому ж році Міністерству національної оборони. Одночасно на CAF була покладена відповідальність за роботу всієї авіації в країні, в тому числі і цивільної. 1 квітня 1924-го вони змінили свою назву на Королівські канадські військово-повітряні сили. На той момент до складу ВПС входили одне авіакрило, чотири окремі ескадрильї та станція льотної підготовки. Штаб військово-повітряних сил знаходився в місті Оттава.
Виконання різноманітних цивільних завдань викликало сильне невдоволення серед військових: вони добивалися повного розмежування цивільної та військової авіації. Їх зусилля увінчалися успіхом в 1927 році, коли було створено окреме управління, яке займалося цивільною авіацією, а на RCAF покладалися виключно військові завдання. Після розмежування в складі військово-повітряних сил залишилися тільки штаб, дві станції льотної підготовки та 5 тренувальних ескадрилей. Але звільнення від виконання цивільних завдань дозволило канадським ВПС розвиватися як повноцінному роду військ. В 1933-му були сформовані дві ескадрильї гідропланів (1-ша та 5-та), згодом — ще дві ескадрильї загального призначення (7-ма та 8-ма). В 1935—1936 роках з'явилися ще три ескадрильї: торпедна (6-та), бомбардувальна (3-тя) та ескадрилья для взаємодії з армією (2-га). При цьому до складу бомбардувальної ескадрильї входили і винищувачі, тому вона була, по суті, змішаною. Але в березні 1937-го для винищувачів була створена окрема ескадрилья — 1-ша, яка стала останньою регулярною ескадрильєю, сформованою до початку Другої світової війни.
На становище RCAF негативно вплинула глибока економічна криза, яка спіткала країну на початку 1930-х рр. Зменшення фінансування призвело до скорочення особового складу, погіршення рівня підготовки пілотів, зменшення об'ємів закупівлі нової техніки та зниження боєготовності військово-повітряних сил в цілому. Частково вирішити проблеми вдалося шляхом формування резервних підрозділів, яке розпочалося в 1932 р. Всього в період з 1932 по 1938 роки були сформовані 10 резервних ескадрилей. В середині 1930-х ситуація з фінансуванням істотно покращилася, що дозволило купляти нові літаки та розвивати наземну інфраструктуру. Але на кінець 1930-х років RCAF не розглядалися як серйозна військова сила навіть в своїй країні. Авіаційний парк був, в основному, застарілий, відчувалася нестача особового складу, а самі ВПС ніколи не брали участі в бойових діях.

### Друга світова війна
На початок Другої світової війни канадські військово-повітряні сили складалися 23 ескадрилей (11 регулярних та 12 резервних), при чому 8 із них були сформовані незадовго до початку війни. Авіаційний парк нараховував 230 літаків двадцяти різних типів, із них тільки 29 бойових: 19 винищувачів Hurricane та 10 легких бомбардувальників Fairey Battle. Вже у жовтні 1939 року кількість розгорнутих ескадрилей збільшилася до 15, із них 12 були призначені для оборони Канади та 3 — для операцій за межами країни.

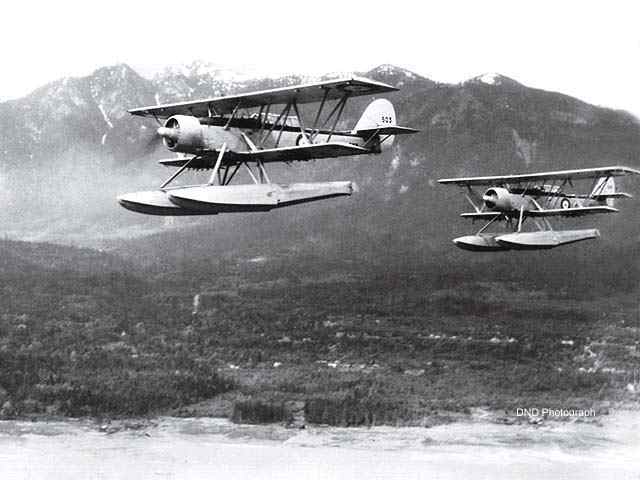
Пара канадських торпедоносців Shark Mk III Західного командування, 1940 р.

Сили відповідальні за оборону Канади були поділені на два повітряні командування — Східне та Західне, спочатку в їх розпорядженні перебувало 7 ескадрилей, озброєних застарілими літаками різних типів. Найбільшою загрозою були німецькі субмарини, які діяли в Північній Атлантиці, в тому числі й біля берегів самої Канади. Через це найбільше уваги приділялося протичовновим операціям та морському патрулюванню. З тих же причин пріоритет у закупівлі нової техніки та розвитку наземної інфраструктури надавався Східному командуванню. Але після атаки японських військ на Перл-Гарбор у грудні 1941 року, пріоритетним стає Західне командування.
Чисельність сил, відповідальних за оборону Канади, росла швидкими темпами. В листопаді 1942-го вони нараховували 37 ескадрилей, при цьому Східне командування мало в своєму розпорядженні 19 ескадрилей, а Західне — 18. Окрім захисту своєї країни, вони забезпечували постачання американських військ на території Аляски і допомагали британцям в обороні Ньюфаундленда. Виконання численних завдань на великій території вимагало значного напруження сил та призводило до їх розпорошення. Тому в складі як Східного, так і Західного командування починають формуватися оперативні групи — тимчасові формування, які призначалися для виконання конкретного завдання і могли включати в себе літаки і персонал із різних ескадрилей. Такі групи були різноманітними за складом і чисельністю. Оперативні групи Східного командування мали непарну нумерацію, а Західного — парну.
Ескадрильї, відповідальні за оборону Канади:
| Ескадрилья | Шифр   | Призначення                  |
| ---------- | ------ | ---------------------------- |
| 1          |        | винищувальна                 |
| 2          | KO     | взаємодія з армією           |
| 3          | OP     | бомбардувальна/розвідувальна |
| 4          | FY, BO | морська патрульна            |
| 5          | QN, DE | морська патрульна            |
| 6          | XE     | морська патрульна            |
| 7          | FG     | торпедна/морська патрульна   |
| 8          | YO     | бомбардувальна               |
| 9          | KA, HJ | морська патрульна            |
| 10         | PB, JK | морська патрульна            |
| 11         | OY, KL | морська патрульна            |
| 12         | QE     | зв'язку                      |
| 13         | MK, AP |                              |
| 14         | AQ     | винищувальна/аерофотозйомка  |
| 111        | TM, LZ | винищувальна                 |
| 115        | BK, UV | морська патрульна            |
| 117        | EX, PQ | морська патрульна            |
| 118        | RE, VW | винищувальна                 |
| 119        | DM, GR | бомбардувальна               |
| 120        | MX, RS | морська патрульна            |
| 123        | VD     | винищувальна                 |
| 125        | BA     | винищувальна                 |
| 126        | BV     | винищувальна                 |
| 127        | TF     | винищувальна                 |
| 128        | RA     | винищувальна                 |
| 129        | HA     | винищувальна                 |
| 130        | AE     | винищувальна                 |
| 132        | ZR     | винищувальна                 |
| 133        | FN     | винищувальна                 |
| 135        | XP     | винищувальна                 |
| 145        | EA     | морська патрульна            |
| 147        | SZ     | бомбардувальна               |
| 149        | ZM     | торпедна/бомбардувальна      |
|            |        |                              |

З початком війни на території Канади була розгорнута підготовка льотного персоналу для військово-повітряних сил Великої Британії та Канади. Це робилося в рамках «Тренувальних планів Британської Співдружності», узгоджених восени 1939 року, які передбачали підготовку льотного персоналу на території країн Співдружності, в першу чергу Канади, Австралії та Нової Зеландії. Для цього в Канаді була розгорнута величезна інфраструктура, яка наприкінці 1943-го включала в себе 107 шкіл та 184 допоміжні об'єкти, а її роботу забезпечувало понад 100 тисяч чоловік. При чому більшу частину витрат на підготовку курсантів та обслуговування інфраструктури ($1,6 млрд. із $2,2 млрд.) взяв на себе канадський уряд. На курсах навчалися не тільки канадці та британці, а і вихідці зі США, Франції, Норвегії, Бельгії, Чехословаччини, Нідерландів, Польщі, Аргентини, Фінляндії, Греції, Цейлону, Фіджі та Данії. Всього на курсах пройшли підготовку 131533 курсанти, 72835 із них — канадці, більшість випускників пішли служити у військово-повітряні сили Великої Британії.

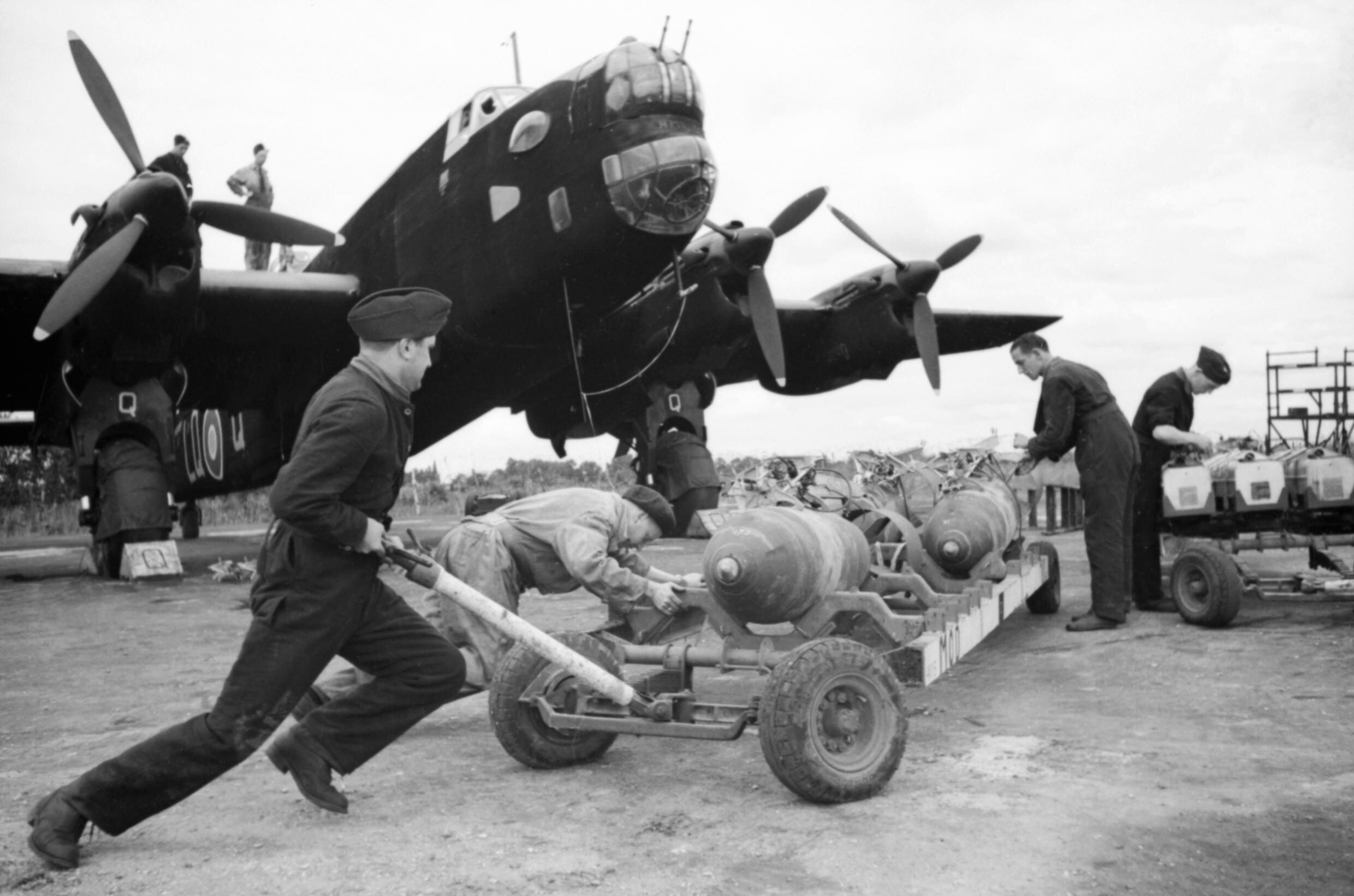
Завантаження авіабомб на важкий бомбардувальник Halifax Mk II 405-ї ескадрильї RCAF, Йоркшир, Англія (серпень 1942 р.)

В Другій світовій RCAF взяли активну участь у військових діях за межами Канади. В загальній кількості 48 канадських ескадрилей воювали на території Британії, Північно-Західної Європи, Північної Африки, Італії та Південно-Східної Азії. Морська авіація брала участь в битві за Атлантику. Для кращої взаємодії із морськими силами союзників вона була включена до складу Берегового командування RAF. Всього під британським командуванням в різний час перебувало до 7 ескадрилей канадської морської авіації. Під час війни їм вдалося потопити 20 німецьких субмарин.
RCAF відіграли помітну роль у захисті Британії від нальотів Люфтваффе. В 1941 році, коли інтенсивність німецьких нальотів знизилася, британські та канадські літаки почали здійснювати атаки на прибережні райони Німеччини та окупованих нею країн. Але подібні нальоти не приносили значної шкоди противнику, тому в березні 1942-го союзники розпочинають бомбардування німецьких міст та промислових об'єктів. Для цього був створений потужний флот важких бомбардувальників, які могли атакувати будь-яку ціль на території Німеччини. Спеціально для стратегічних бомбардувань складі RCAF була сформована 6-та бомбардувальна група. Для ефективної взаємодії з авіацією союзників вона була підпорядкована Бомбардувальному командуванню RAF. Чисельність групи постійно зростала і наприкінці 1944 року вона сягнула 14 ескадрилей. Саме під час бомбардувань Німеччини RCAF зазнали найбільших втрат за всю війну — майже 10 тисяч загиблих.

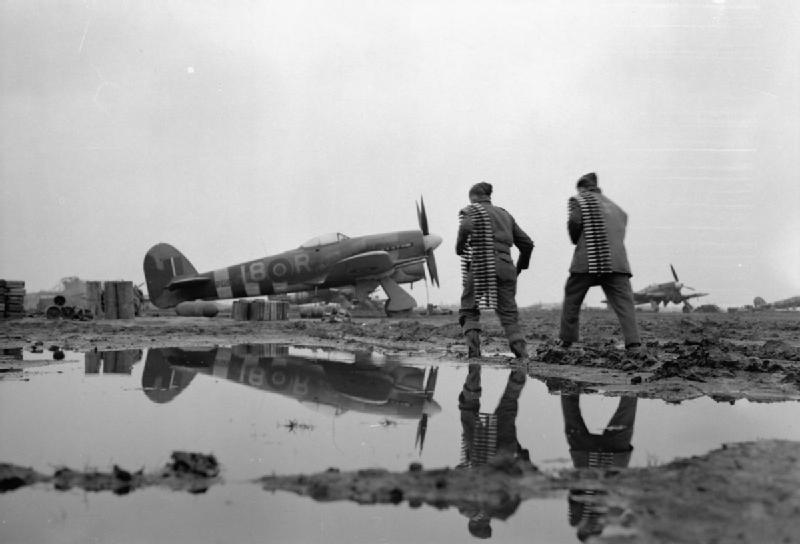
Два зброярі із 440-ї ескадрильї RCAF на аеродромі біля Ейндховена (Нідерланди) з 20-мм снарядами для гармат Hispano Mk II, встановлених на винищувачах-бомбардувальниках Typhoon (кінець 1944 року)

Першою масштабною операцією на континенті, до якої залучили канадську авіацію, стала висадка союзників в Сицилії в липні-серпні 1943 року. Сицилійська операція та висадка на Апеннінський півострів у вересні поклали початок довготривалій італійській кампанії, яка тривала аж до травня 1945-го. Під час неї канадські літаки захищали союзні війська від атак німецької авіації, знищували наземні цілі та доставляли припаси. Під час висадки в Нормандії у червні 1944-го та подальших операцій, союзники мали значну перевагу в повітрі. Через це основними завданнями канадської авіації стали безпосередня підтримка наземних військ та знищення цілей у прифронтовій зоні. Після визволення Франції влітку 1944-го канадська авіація діяла переважно в небі Бельгії та Нідерландів. Літаки RCAF майже не залучалися до відбиття німецького наступу в Арденнах, але взяли активну участь в Маас-Рейнській операції, яка проводилася лютому-березні 1945 року. В останні місяці війни канадська і британська авіація безроздільно домінували в голландському небі, що дозволило без великих втрат звільнити більшу частину країни. Всього для підтримки наземних операцій в Північно-Західній Європі RCAF розгорнули 17 ескадрилей.
Ескадрильї залучені до проведення операцій за межами Канади:
| Ескадрилья | Шифр       | Призначення                                   |
| ---------- | ---------- | --------------------------------------------- |
| 400        | SP         | розвідувальна                                 |
| 401        | YO         | винищувальна                                  |
| 402        | AE         | винищувальна                                  |
| 403        | KH         | винищувальна                                  |
| 404        | EE and EO  | морська патрульна                             |
| 405        | LQ         | бомбардувальна                                |
| 406        | HU         | винищувальна                                  |
| 407        | RR         | морська патрульна                             |
| 408        | EQ         | бомбардувальна                                |
| 409        | KP         | винищувальна                                  |
| 410        | RA         | винищувальна                                  |
| 411        | DB         | винищувальна                                  |
| 412        | VZ         | винищувальна                                  |
| 413        | QL         | морська патрульна                             |
| 414        | RU         | розвідувальна                                 |
| 415        | GX, NH, 6U | морська патрульна, з 1944-го — бомбардувальна |
| 416        | DN         | винищувальна                                  |
| 417        | AN         | винищувальна                                  |
| 418        | TH         | винищувально-бомбардувальна                   |
| 419        | VR         | бомбардувальна                                |
| 420        | PT         | бомбардувальна                                |
| 421        | AU         | винищувальна                                  |
| 422        | DG         | морська патрульна                             |
| 423        | AB, YI     | морська патрульна                             |
| 424        | QB         | бомбардувальна                                |
| 425        | KW         | бомбардувальна                                |
| 426        | OW         | бомбардувальна                                |
| 427        | ZL         | бомбардувальна                                |
| 428        | NA         | бомбардувальна                                |
| 429        | AL         | бомбардувальна                                |
| 430        | G9         | розвідувальна                                 |
| 431        | SE         | бомбардувальна                                |
| 432        | QO         | бомбардувальна                                |
| 433        | BM         | бомбардувальна                                |
| 434        | IP         | бомбардувальна                                |
| 435        |            | транспортна                                   |
| 436        | U6         | транспортна                                   |
| 437        | Z2         | транспортна                                   |
| 438        | F3         | винищувально-бомбардувальна                   |
| 439        | 5V         | винищувально-бомбардувальна                   |
| 440        | I8         | винищувально-бомбардувальна                   |
| 441        | 9G         | винищувальна                                  |
| 442        | Y2         | винищувальна                                  |
| 443        | 2I         | винищувальна                                  |
| 444        |            |                                               |
| 445        |            |                                               |
| 446        |            |                                               |
| 447        |            |                                               |
| 448        |            |                                               |
| 449        |            |                                               |

В канадській авіації нерідко проходили службу військові з інших країн, в той час як персонал RCAF, часто служив у складі британських військово-повітряних сил. Наприклад кожен четвертий пілот винищувача під час битви за Мальту був з Канади, канадці складали п'яту частину екіпажів берегової та чверть бомбардувальної авіації RAF.
За період війни ВПС Канади пройшли еволюцію від невеликого роду військ до четвертих за чисельності військово-повітряних сил союзників. Найбільшої чисельності вони досягли в січні 1944 року, коли налічували 215200 чоловік особового складу (в тому числі 15153 жінки) та 78 ескадрилей. Із них 104000 забезпечували роботу авіаційних шкіл в рамках «Тренувальних планів Британської Співдружності», 64928 служили в бойових підрозділах на території Канади, а 46272 — поза її межами. Із 78 ескадрилей 35 перебувало за межами Канади.
Всього під час Другої світової війни в ряди RCAF вступили 249662 чоловіки, із них 93844 служили за межами Канади. Втрати склали 17100 військовослужбовців, із них приблизно 13 тисяч загинули в результаті бойових дій або померли в полоні. Небойові втрати оцінюються в 4 тисячі загиблих. Більшість таких втрат зумовлена нещасними випадками під час тренувальних польотів.

### 1945–1968 роки
Кінець Другої світової війни призвів до серйозного скорочення чисельності військово-повітряних сил. Зменшення їх чисельності розпочалося ще на завершальному етапі війни: 1 квітня 1945 року RCAF нараховували 165,846 чоловік особового складу, що на 23% менше ніж в січні 1944-го. Після перемоги над Японією 2 вересня канадський уряд вирішив, що ВПС мають перейти на штати мирного часу. Це означало скорочення протягом двох років до 16000 військовослужбовців та восьми ескадрилей. Але RCAF були скорочені ще більше, ніж передбачалося і станом на 1 січня 1948 року в їх складі залишилося тільки 12224 чоловіки особового складу та 5 ескадрилей. Вони були зайняті в основному завданнями небойового характеру: аерофотозйомка і картографування місцевості, транспортування вантажів, пошуково-рятувальні операції та гуманітарні місії. На початку 1948-го в канадських ВПС починається масштабна реорганізація: на базі 9-ї транспортної групи створюється Транспортне командування, спеціально для протиповітряної оборони країни була сформована 1-ша група ППО, а 10-та й 11-та групи переформовані відповідно в Морську та Тактичну групи. В цей період RCAF майже не отримували нової авіаційної техніки, винятком стали тільки декілька вертольотів Sikorsky H-5, які використовувалися для тренування та пошуково-рятувальних операцій.

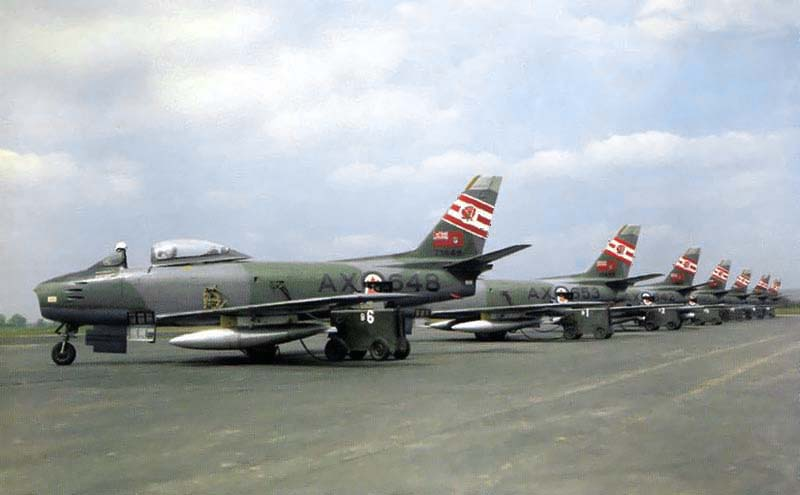
«Сейбери» 421-ї ескадрильї RCAF на авіабазі Grostenquin, Франція (червень 1957 року)

Наприкінці 1940-х посилюється протистояння між комуністичними режимами Східної Європи та країнами Заходу. Канадське керівництво сприймало радянські країни як загрозу своїй безпеці, тому в грудні 1948 року парламент проголосував за збільшення чисельності RCAF, виділив кошти на їх переозброєння та розширення наземної інфраструктури. Першим кроком стало переоснащення винищувальної авіації з поршневих літаків на реактивні. Канада закупила 86 британських винищувачів Vampire, що дало змогу укомплектувати 6 ескадрилей. Але служба «вампірів» в канадських ВПС виявилася недовгою і вже в 1951 році вони починають замінюватися на більш ефективніші «Сейбери». В квітні 1953-го на озброєння починають поступати всепогодні винищувачі канадської розробки CF-100 Canuck. В тому ж році розпочинається використання реактивних літаків і в транспортній авіації, першими стали дві «Комети» британського виробництва.
У серпні 1949 року Канада приєдналася до НАТО, у той же час зобов'язання по блоку вимагали постійно тримати частину військ в Європі. З цією метою 1 жовтня 1952-го була створена 1-ша канадська авіаційна дивізія. Вона складалася з чотирьох авіакрил і дислокувалася на території Франції (до 1967 року) та Західній Німеччині. Одна із двох ескадрилей в кожному авіакрилі мала на озброєнні CF-100 Canuck і призначалася для дій в нічний час або в складних метеоумовах, інша була озброєна «Сейберами» і мала застосовуватися в світлу частину доби.
В 1950—1953 роках Канада брала участь в Корейській війні. RCAF не відправляли на фронт свої бойові ескадрильї, тому що нові винищувачі ще не були достатньо освоєні екіпажами. В Кореї діяли тільки транспортні літаки, які займалися перевезенням вантажів та особового складу в інтересах союзних військ. Але в складі американських ВПС служили 22 пілота-винищувача з RCAF, а на їх рахунку було декілька перемог у повітряних боях.
В 1954 році у військово-повітряних силах служили 51000 чоловік (в 4,2 рази більше, ніж на початку 1948-го), уперше за свою історію RCAF перевершили по чисельності сухопутні сили. Значно зросла і кількість ескадрилей: з 5 в 1948 році до 29 регулярних та 12 резервних у 1955-му.

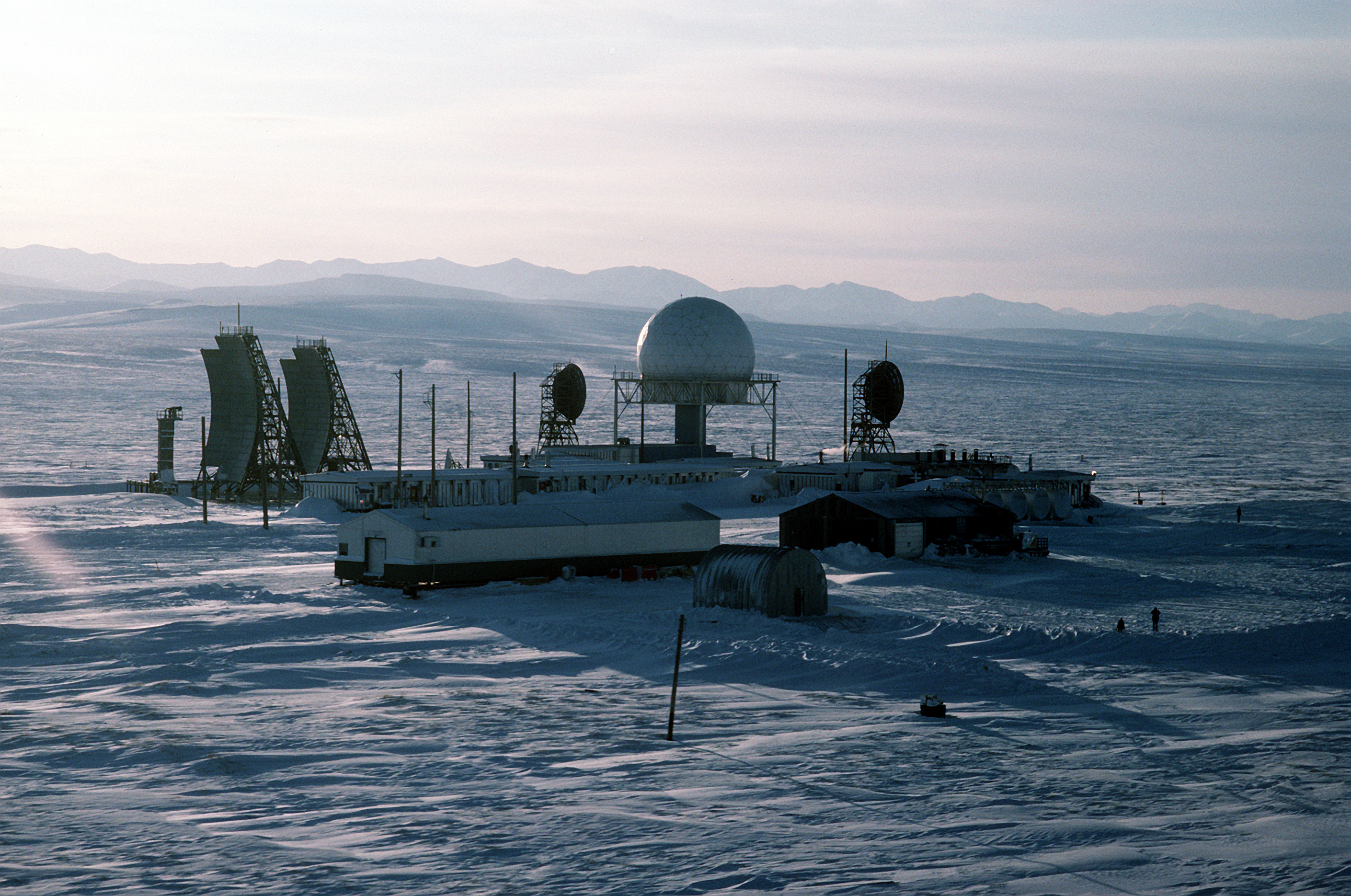
Радіолокаційна станція раннього сповіщення розташована на «лінії DEW»

Холодна війна сприяла розширенню військового співробітництва між США та Канадою, особливо тісно вони співпрацювали в сфері протиповітряної оборони. Так на початку 1950-х років, у зв'язку з загрозою зі сторони радянських стратегічних бомбардувальників, Канада та США створюють лінію радіолокаційних станцій раннього попередження вздовж 50° північної широти, вона дістала назву «Соснова лінія». В середині 1950-х будується «Середньоканадська лінія», яка проходила вздовж 55-ї паралелі, відхиляючись в провінції Альберта на південний захід до острова Ванкувер. Але найбільшим досягненням стало створення 1 серпня 1957 року Командування протиповітряної оборони Північної Америки (з 1981 р. — повітряно-космічної оборони) — спільної організації двох країн, яка мала на меті забезпечити оборону та недоторканність повітряного простору північноамериканського континенту. При цьому командиром NORAD мав бути американець, а його заступник — канадець. Наприкінці 1950-х — початку 60-х на крайньому півночі Канади, Аляски та півдні Гренландії була побудована нова лінія станцій раннього попередження — DEW.
З 1953 року Канада вела розробку власного винищувача-перехоплювача CF-105 Arrow, призначеного для боротьби з радянськими стратегічними бомбардувальниками. 25 березня 1958-го він здійснив свій перший політ, але вже через рік розробка CF-105 була припинена, а вся документація і 5 побудованих літаків знищені. Основними причинами цього неоднозначного рішення вважається тиск зі сторони США та розвиток міжконтинентальних балістичних ракет.

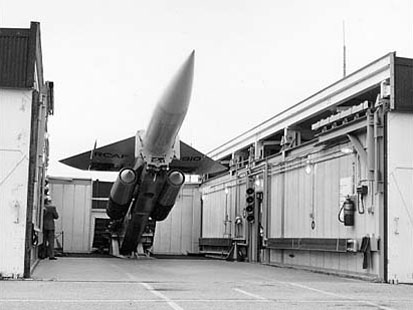
Зенітно-ракетний комплекс Bomarc 446-ї ескадрильї на базі North Bay, провінція Онтаріо (1965 рік)

Однією із альтернатив CF-105 став зенітно-ракетний комплекс американського виробництва CIM-10 Bomarc. Його основне призначення — знищення радянських стратегічних бомбардувальників. Частина зенітних ракет мали бути оснащені ядерними боєголовками, тому придбання комплексу викликало гострі суперечки в суспільстві. Уряд Діфенбейкера, враховуючи думку противників зброї масового враження, ухвалив розгорнути ракети без ядерних боєголовок. Перші ЗРК поступили на озброєння в 1961 році, всього ними оснастили дві ескадрильї. В 1963-му уряд Пірсона дозволив розміщення ядерної зброї в Канаді, як наслідок — 31 грудня того ж року Канада отримала перші зенітні ракети з ядерними боєголовками. Bomarc експлуатувався до 1972-го, за цей час з території Канади не було запущено ні одної ракети, а всі навчальні пуски проводилися виключно на американській авіабазі Едвардс.
В середині 1950-х років починається модернізація морської авіації: з озброєння знімаються ветерани Другої світової війни Lancaster 10 MP, а їм на заміну приходять P-2 Neptune та CP-107 Argus. При чому CP-107 був розроблений в Канаді і вважався на той час найкращим протичовновим літаком в світі.
В 1961—1962 роках на озброєння канадських ВПС починають поступати надзвукові реактивні винищувачі другого покоління CF-101 Voodoo та CF-104 Starfighter. Перший із них — всепогодній винищувач-перехоплювач, який міг нести ракети «повітря-повітря» AIR-2 Genie з ядерною боєголовкою. Всього було закуплено 132 літаки та 108 ракет AIR-2. «Стафайтери» замінили в стройових частинах винищувачі CF-100, останні залишилися лише в тренувальних та розвідувальних ескадрильях. CF-104 був спроектований як винищувач, але застосовувався, переважно, як низьковисотний бомбардувальник і розвідник. 6 ескадрилей CF-104 дислокованих в Європі (близько 90 літаків) могли завдавати ударів із застосуванням ядерної зброї, а їх екіпажі мали відповідну підготовку. В розпорядженні 1-ї авіаційної дивізії знаходилося, за різними оцінками, від 90 до 210 тактичних ядерних зарядів, потужністю від 30 до 60 кілотонн. Всього канадські ВПС отримали 200 бойових та 38 навчальних «Старфайтерів», які замінили винищувачі Sabre. CF-104 відзначалися дуже високою аварійністю: за період його експлуатації в RCAF розбилося 110 літаків.

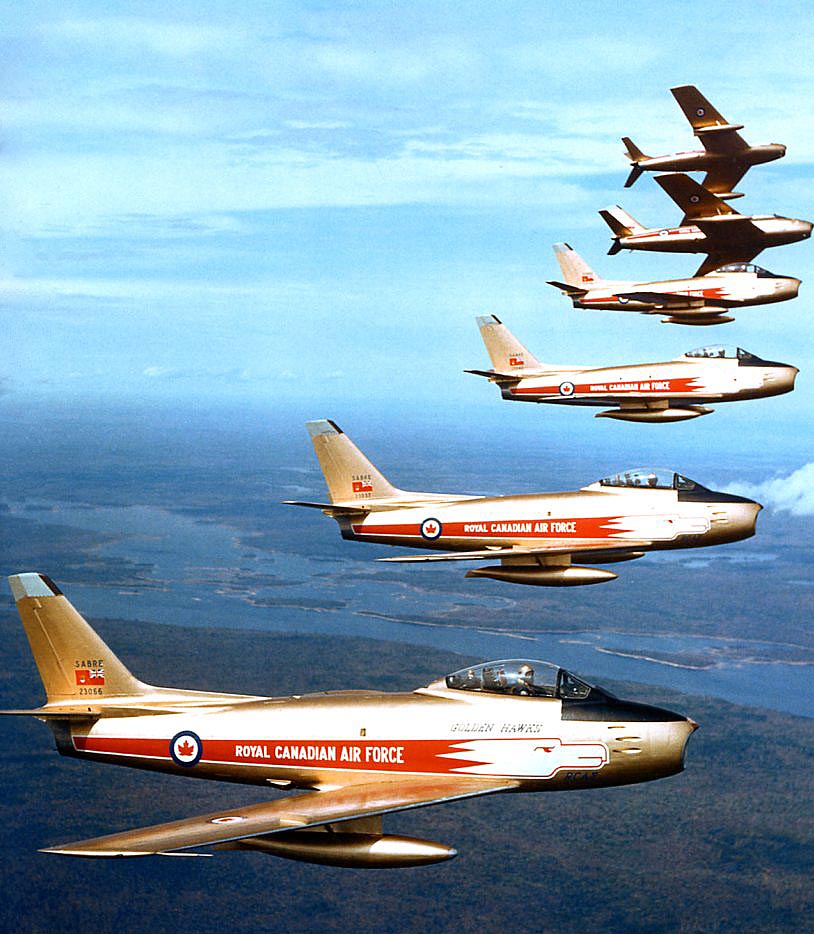
Пілотажна група «Золоті яструби»

В 1964 році відбулися зміни в структурі командування Збройних сил Канади, які безпосередньо торкнулися ВПС. 1 серпня був офіційно створений Штаб оборони, якому підпорядковувалися всі види збройних сил. Він замінив комітет начальників штабів, що лише координував їх дії, але не мав права контролю та командування. В свою чергу штаби окремих видів військ, включаючи військово-повітряні сили, були ліквідовані. У наслідок цих змін RCAF втратили єдине командування.
Період з кінця 1940-х по середину 60-х років позначився активним створенням в складі ВПС різних пілотажних груп для показового виконання повітряних фігур вищого пілотажу. Серед них «Голубі дияволи» (літала на винищувачах Vampire), «Комети» та «Небесні улани» (обидві групи були сформована в складі 1-ї авіадивізії і літали на винищувачах Sabre), «Золоті яструби» (винищувачі Sabre), «Золотоволоски» (поршневі навчально-тренувальні літаки Harvard і спеціально створена для проведення заходів до святкування 100-річчя Канади пілотажна група «Золоте століття» (навчально-тренувальні літаки CT-114 Tutor).

### 1968–1989 роки
В 1964 році у Білій книзі була офіційно висунута ідея створення єдиних Канадських збройних сил і ліквідації їх поділу на три окремі види (ВМС, ВПС та сухопутні війська). Основними перевагами такої реорганізації були названі більш ефективне управління військами та зменшення витрат на їх утримання. У квітні 1967 року парламент ухвалив новий закон про національну оборону, за ним з 1 лютого 1968-го Канадські королівські військово-повітряні сили припиняли своє існування як окремий вид збройних сил.
Авіація та наземна інфраструктура RCAF були розділені між різними командуваннями, які відтепер підпорядковувалися безпосередньо Штабу оборони. Винищувачі, радари раннього оповіщення та зенітно-ракетні комплекси увійшли до складу Командування протиповітряної оборони. Відповідальність за перевезення вантажів на великі відстані та дозаправку літаків в повітрі була покладена на Авіаційне транспортне командування. Для підтримки сухопутних військ було створене Мобільне командування, до нього увійшли армійські вертольоти, легкі транспортні літаки та бомбардувальна авіація. В складі Морського командування (наступник ВМФ Канади) була сформована Морська авіаційна група, яка включала авіацію, що використовувалася в інтересах флоту. Тренувальне командування займалося підготовкою всіх льотних кадрів для Канадських збройних сил. Наземне обслуговування та постачання авіаційних підрозділів було покладене на Командування матеріального забезпечення.
Паралельно з реформою збройних сил відбувається реорганізація та скорочення канадських авіаційних підрозділів, розміщених у Європі. У 1967 році Франція виходить з військових структур НАТО, тому канадська авіація припиняє базування на авіабазі Marville. Підрозділи, виведені з Франції, розміщуються на авіабазі Lahr в Західній Німеччині. В тому ж році 1-ша авіаційна дивізія була переформована в 1-шу канадську авіаційну групу. В 1969-му Канада вирішує сконцентрувати всі свої війська в Європі на двох базах. Внаслідок цього чисельність 1-ї авіагрупи зменшили з 6 до 3 ескадрилей, а всі авіаційні підрозділи були зосереджені на авіабазі авіабазі Baden-Soellingen в південній частині ФРН.
У 1971 році була створена найвідоміша канадська пілотажна група «Снігурі», яка від початку свого заснування літає на навчально-тренувальних літаках CT-114 Tutor. Офіційна мета її створення — «демонстрація досягнень, професіоналізму та командної роботи Збройних сил Канади».
За свою історію канадська авіація неодноразово залучалася до участі в миротворчих операціях. Одним з найважчих періодів для канадських миротворців стало літо 1974 року. 20 липня турецькі війська висадилися на Кіпрі з метою захопити північну частину острова. У той час як більшість миротворчих сил покинули Кіпр, канадські війська залишилися. Вони допомагали грецьким біженцям із північної частини острова та намагалися утримати свої позиції між ворогуючими сторонами. Паралельно з цим канадські миротворці діяли в іншій гарячій точці — зоні арабо-ізраїльського конфлікту. 9 серпня CC-115 Buffalo з миротворцями на борту вилетів з єгипетського міста Ісмаїлія до сирійської столиці Дамаск. Сирія дала дозвіл на проліт літака, але коли він увійшов в її повітряний простір з території Лівану, то відразу був збитий сирійським ЗРК. В результаті загинуло 9 чоловік, що стало найбільшою втратою канадських військ за один день з часів Корейської війни. Причини інциденту до кінця не з'ясовані, але ряд військових аналітиків вважають, що Сирія навмисно збила літак, щоб ООН більше не втручалася в її конфлікт з Ізраїлем.
У 1975 році стала очевидною необхідність відновити єдине керівництво над військовою авіацією. Для цього було створене нове Авіаційне командування, якому підпорядковувалися всі авіаційні підрозділи в збройних силах. Одночасно з тим були розформовані Командування протиповітряної оборони та Транспортне авіаційне командування, а Тренувальне, Морське та Мобільне командування зазнали істотної реорганізації.
В період реформування канадські ВПС поповнювалися новими видами озброєнь, найбільш вагомим було прийняття на озброєння в 1968 році винищувача-бомбардувальника CF-116 Freedom Fighter. Це канадський варіант відомого американського винищувача Northrop F-5, який вироблявся за ліцензією на заводах компанії Canadair. Наміри випускати літак за ліцензією були сприйняті неоднозначно. Ряд фахівців вважали, що для Канади, яка має розвинуту авіаційну промисловість, таке рішення — це крок назад. Всього збройні сили отримали 89 одномісних та 46 двомісних CF-116, якими було озброєно три ескадрильї. В 1980 році розпочалася модернізація морської авіації: CP-107 та CP-121 почали замінятися на новий морський патрульний літак CP-140 Aurora, розроблений на базі американського P-3 Orion.

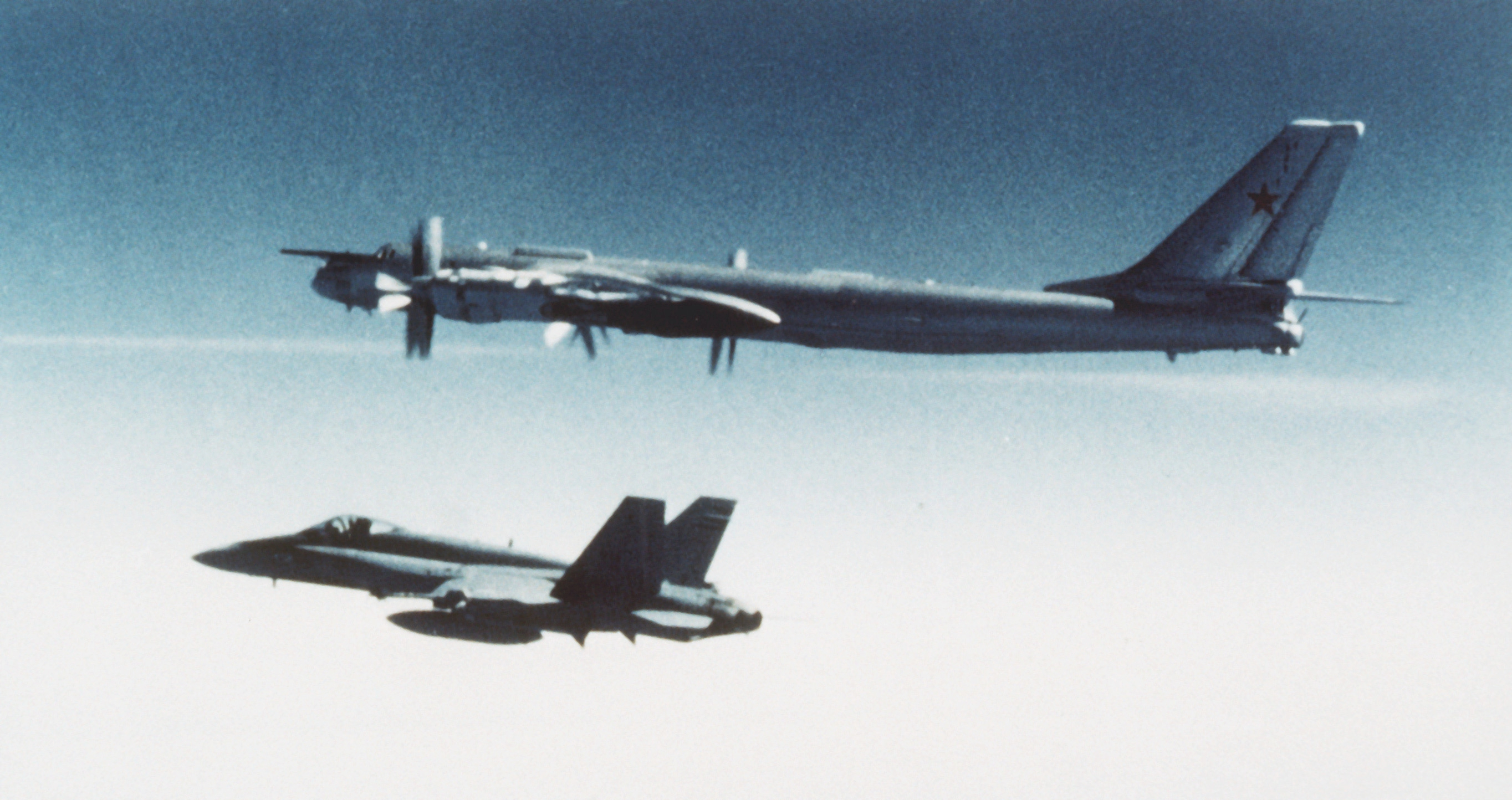
Канадський CF-18A Hornet ескортує радянський стратегічний бомбардувальник Ту-95 (1 січня 1987 року)

У 1977 році канадський уряд вирішив замінити всі свої винищувачі та винищувачі-бомбардувальники (CF-101, CF-104 і CF-116) одним типом бойового літака. Для цього було оголошено конкурс New Fighter Aicraft, на якому з-поміж семи претендентів обрали американський винищувач-бомбардувальник McDonnell Douglas F/A-18 Hornet. Літак був дороблений під вимоги канадських ВПС, де отримав позначення CF-188. Всього з 1982 до 1988 року Канада придбала 138 «Шершнів» на суму в 4 млрд $.
В 1984-му канадська авіація повністю припинила використання американської ядерної зброї. 1 червня 1983 року була відновлена 1-ша канадська авіаційна дивізія. Спочатку вона нараховувала три ескадрильї, але у 1988 році, коли Канада розширила свої зобов'язання перед НАТО, кількість ескадрилей була збільшена до п'яти. Із них три постійно дислокувалися на території Німеччини, а дві — Канади і в раз необхідності, могли бути швидко перекинуті в Європу.

### 1990— сьогодення
На початку 1990-х років для канадської авіації настав новий період. Завершення Холодної війни, падіння комуністичних режимів у Східній Європі та розвал СРСР різко зменшили загрозу глобальної ядерної війни. Військово-повітряні сили починають готуватися, у першу чергу, до участі в локальних конфліктах, проведенню миротворчих і гуманітарних операцій.
Першою операцією RCAF в нових умовах стала участь у врегулюванні Окської кризи. Вона виникла 11 липня 1990 року в містечку Ока (провінція Квебек) через земельний конфлікт між його жителями та індіанським племенем могавки. Ситуація загострилася настільки, що для забезпечення порядку канадський уряд направив у регіон 2500 військовослужбовців. На авіацію було покладене завдання здійснювати розвідувальні польоти та вести фотозйомку території проживання могавків. 26 вересня, після складних переговорів, ситуацію вдалося врегулювати і війська через деякий час покинули місце конфлікту.
2-4 серпня 1990 року іракська армія окупувала Кувейт, що викликало жорстку реакцію з боку західних країн, в тому числі й Канади. Вже 7 серпня, в рамках операції «Щит пустелі» вони починають перекидати війська на Близькій Схід. Першими канадськими авіаційними підрозділами, які прибули в зону конфлікту, стали дві ескадрильї CF-18 (всього 26 літаків) із авіабази Baden-Soellingen. Вони були розміщені в катарській столиці Доха. Для перекидання і постачання військ, Канада залучила 27 транспортних літаків CC-130 Hercules та 5 CC-137. Також для проведення операції був виділений один CC-144 Challenger, який використовувався як літак управління та зв'язку. До початку війни канадська авіація проводила регулярні військові навчання та патрулювала північно-західні райони Перської затоки.
Військові дії розпочалися 17 січня 1991 року з масованих авіабомбових ударів по Іраку та його військах на території Кувейту. Під час цього етапу операції, який тривав 6 тижнів, CF-18 прикривали ударні літаки союзників від атак іракських винищувачів. Але канадським «Шершням» ні разу не довелося вступити в повітряний бій з противником. Під час наземної фази операції CF-18 зробили 56 бомбардувальних вильотів, застосовуючи, переважно, 500-фунтові (227 кілограмові) некеровані авіабомби. Основними цілями для авіаударів слугували іракська артилерія та склади постачання. Підсумовуючи участь ВПС у війні, слід відзначити малу кількість вильотів на бомбардування (56 із 2756) та неспроможність канадських CF-18 застосовувати високоточну зброю. Але тим не менш, «Буря в пустелі» стала першим випадком з часів Корейської війни, коли канадська авіація взяла участь у бойових діях.
Після закінчення Холодної війни, Канада вирішила закрити всі свої військові бази в Європі. З березня 1993-го канадська авіація припиняє експлуатувати авіабазу Baden-Soellingen, а наступного року канадські війська були повністю виведені з Німеччини. Декілька ескадрилей після передислокації в Канаду були розформовані, а їх літаки відправлені на консервацію. У результаті цих скорочень в 1-й авіадивізії залишається тільки одна ескадрилья. Влітку 1997-го у військово-повітряних силах відбувається масштабна реорганізація. Транспортна, Винищувальна, Морська і 10-та тактична авіагрупи та авіаційний резерв були розформовані, а їх авіація передана в оперативне підпорядкування 1-й канадській авіаційній дивізії.
У 1993—1995 роках канадська авіація брала участь в підтриманні безпольотної зони над Боснією та Герцеговиною. Під час операції авіація НАТО неодноразово бомбардувала позиції боснійських сербів, але канадські літаки не брали участі в них нальотах. Після закінчення війни в країні залишилася міжнародні миротворчі сили і канадські ВПС неодноразово залучалися для їх підтримки.

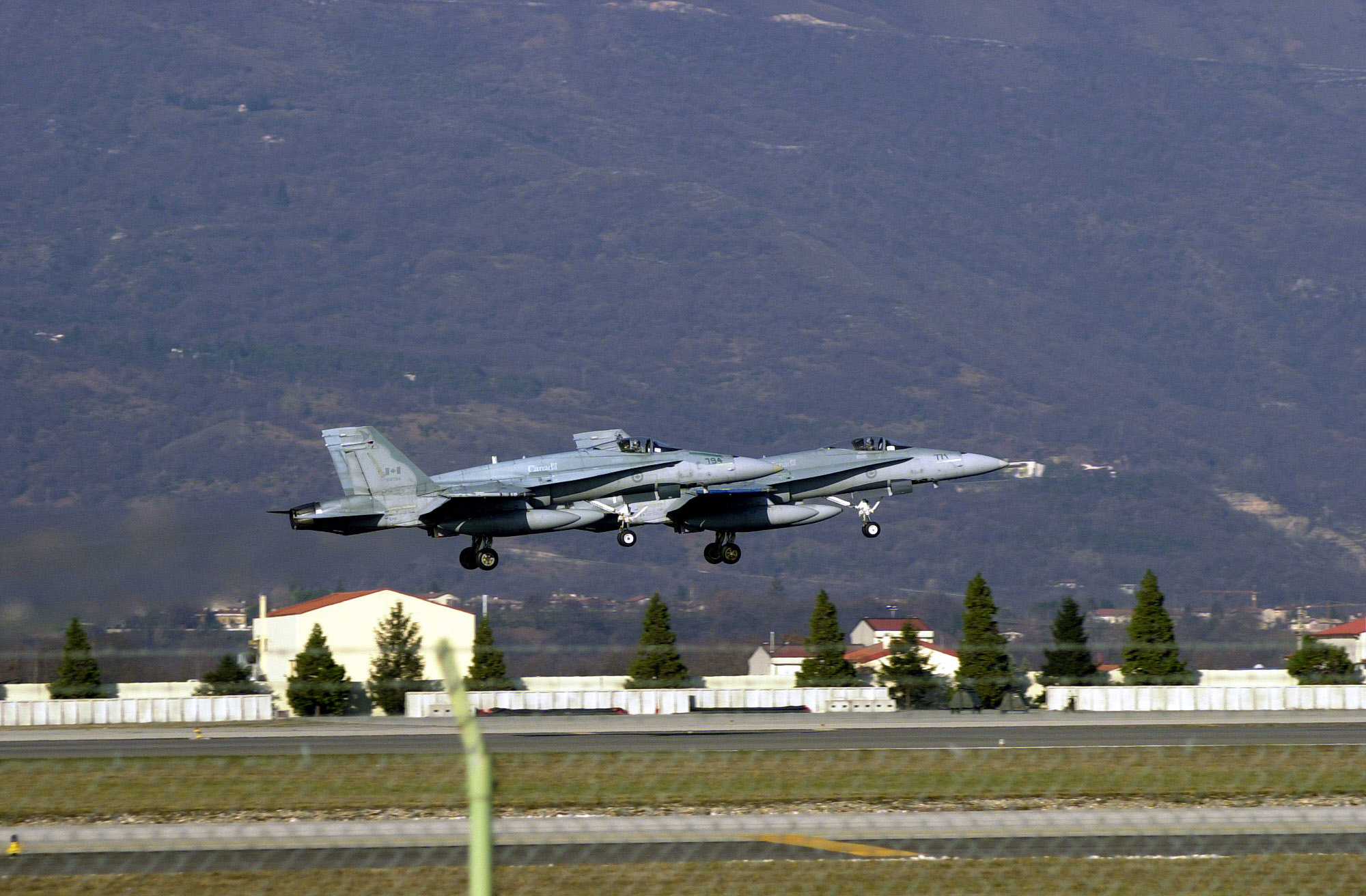
CF-18 Hornet покидають італійську авіабазу Авіано після завершення операції «Союзна сила»

У 1999 році канадська авіація знову з'явилася в балканському небі, тепер вже для участі у військовій кампанії проти Югославії. Для цієї операції Канада виділила 18 CF-18 Hornet з 425-ї та 441-ї винищувальних ескадрилей. Під час війни, яка тривала з 24 березня по 10 червня, канадські літаки діяли з італійської авіабази Авіано. За 78 днів бомбардувань вони здійснили 684 бойових вильоти загальною тривалістю 2577 годин. Близько 80% із них — вильоти на бомбардування наземних цілей. Авіаудари завдавалися переважно по зенітно-ракетних комплексах, аеродромах, мостах та складах паливо-мастильних матеріалів. Всього за час операції «Союзна сила» канадські літаки застосували 568 бомб та ракет, із них 397 (70%) — це високоточні боєприпаси. Підсумовуючи результати участі Канади у війні, слід відзначити, що вона зробила вагомий внесок у перемогу: CF-18 здійснили десяту частину всіх вильотів на бомбардування, хоча становили менше 2% союзної авіації.
З 2002 по 2011 рік канадські військово-повітряні брали участь в антитерористичній операції в Афганістані. Спочатку авіація займалася перевезенням вантажів та особового складу в інтересах союзних військ, але пізніше стала залучатися і до проведення бойових операцій. Спеціально для таких завдань було створене окреме авіакрило, до складу якого увійшли вертольоти CH-147 Chinook і CH-146 Griffon, транспортні літаки CC-130 Hercules та безпілотники CU-170 Heron. Під час війни далася в знаки відсутність у канадських збройних силах вертольотів вогневої підтримки. Частково вирішити проблему вдалося шляхом переоснащення 8 транспортних вертольотів CH-146, які отримали ракетне озброєння та додатковий захист. Їх використовували, переважно, для супроводу CH-147 під час десантних операцій.
2005 року ухвалено нову військову доктрину, згідно з якою канадські війська мали брати активнішу участь у миротворчих операціях та боротьбі з тероризмом. Одним із результатів втілення доктрини стало нарощення можливостей транспортної авіації. Для цього були закуплені стратегічні транспортні літаки C-17 Globemaster III, а частина «Геркулесів» замінені на C-130J Super Hercules. У 2009-му всі тренувальні підрозділи військово-повітряних сил увійшли до складу новоствореної 2-ї канадської авіаційної дивізії.
У 2011 році RCAF взяли участь у встановленні безпольотної зони над Лівією. Для участі в операції канадське командування виділило 14 літаків, у тому числі 8 бойових. Крім того ще 6 CF-18 перебували в стані постійної боєготовності і в будь-який момент могли бути залучені до операції, якщо виникне така необхідність. Протягом всієї війни канадська авіація діяла з території Сицилії. Бойові вильоти розпочалися 21 березня, перші два дні канадці займалися патрулюванням та дозаправленням союзних літаків у повітрі. 22 березня лівійська система протиповітряної оборони була знищена і союзна авіація перейшла на удари по наземних силах Каддафі. Протягом семимісячної кампанії канадські «Шершні» завдавали авіаудари по бронетехніці, артилерії, складах постачання та ракетних установках противника. Також вони залучалися до вогневої підтримки повстанців, знищуючи цілі на їх запити. Всього під час операції CF-18 виконали десяту частину всіх бомбардувальних вильотів та скинули майже 700 авіабомб. Два CP-140 Aurora патрулювали прибережні води Лівії, слідкуючи за дотриманням міжнародного ембарго на поставку зброї в країну. З 29 березня їх залучили до проведення психологічних операцій: CP-140 скидали пропагандистські листівки та транслювали радіопередачі, спрямовані на прихильників Каддафі. Військова кампанія завершилася 30 жовтня 2011 року, а вже 4 листопада канадська авіація повернулася на свої бази.
15 серпня 2011-го канадський уряд вирішив повернути військово-повітряним силам прикметник «королівські». ВПС отримали нову символіку, але уніформа та звання не змінилися.